# Rivière Saint-Urcisse
Rivière Saint-Urcisse är ett vattendrag i Kanada.   Det ligger i provinsen Québec, i den östra delen av landet, 600 km norr om huvudstaden Ottawa.
Trakten runt Rivière Saint-Urcisse är nära nog obefolkad, med mindre än två invånare per kvadratkilometer.